# 제헌의회파
제헌의회파(制憲議會派, Constituent Assembly Faction)는 NDR 노선의 한 갈래로, 대한민국 학생운동권의 한 부류로 한국의 사회변혁단계가 부르주아민주주의이며, 러시아 2월 혁명의 단계와 유사하다고 주장했던 노선이다. 이들은 80년대 당시 남한 사회의 성격은 반식민지(半植民地)이기에 부르주아민주주의 개혁을 제대로 수행할 수 없다고 봤으며, 따라서 당시 혁명의 목표는 러시아 2월 혁명 당시 케렌스키 정부와 같은 정부를 구성하는 것이라고 하였다. 결과적으로, 기존 헌법을 철폐하고 새로운 정부를 구성해야 하기에 '제헌의회파'라고 불렸다. 2차 사회구성체 논쟁에서 대부분 NDR노선의 다른 갈래 중 하나인 NLPDR노선에 흡수가 되었으나, 소수는 기존 노선을 그대로 유지하여 '민족민주주의'(ND)노선으로 불렸다.

## 개요
1986년의 5·3 인천사태 직후 첫선을 보였다. 김문수 전 경기도지사를 비롯해 심상정 정의당 국회의원, 유시민 전 국민참여당 대표, 박노해 시인 등이 참여하고 있던 서울노동운동연합(서노련)의 일부가 떨어져 나와 CA그룹을 형성했다.

## 같이 보기
- 국제사회주의 (운동권)
- 민중민주파
- 민족해방파